# Мертл-авеню (линия Джамейка, Би-эм-ти)
|     |   |   |     |   |   |     |
| · л | · | · | · э | · | · | · л |

|     |   |   |     |   |   |     |
| · л | · | · | · э | · | · | · л |

«Мертл-авеню» (англ. Myrtle Avenue) — станция Нью-Йоркского метрополитена, расположенная на линии Джамейка, Би-эм-ти. Станция находится в Бруклине, на границе округов Бушуик и Бедфорд — Стайвесант, на пересечении Бродвея с Мертл-авеню. На станции останавливаются маршруты: J (круглосуточно), M (круглосуточно) и Z (в часы пик в пиковом направлении). Станция является южной конечной для маршрута M (ночью). Экспресс-путь используется маршрутами: J (в будни днём в пиковом направлении), M (ночью) и Z (в часы пик в пиковом направлении). Локальные пути используются маршрутами J (круглосуточно, кроме будней днём в пиковом направлении) и M (круглосуточно, кроме ночи).
Все поезда используют только нижний уровень станции. Верхний уровень, когда-то работавший на линии Мертл-авеню, Би-эм-ти до Центрального Бруклина, не обслуживает поезда.
Станция, открытая 25 июня 1888 года, представлена двумя островными платформами, расположенными на трёхпутном участке линии. Платформы оборудованы навесами, которые располагаются по всей их длине (за исключением концов). Навесы поддерживают два ряда зеленных колонн, на которых располагаются таблички с названием станции.
Станция имеет единственный выход, расположенный в западной половине станции: на бывшем пересечении верхнего и нижнего уровня. Выход представлен лестницами и эстакадным мезонином, расположенным под платформами. С каждой по одной лестнице спускается в мезонин, где расположен турникетный зал и переход между платформами. В город с мезонина также ведут две лестницы, которые приводят к западным углам перекрёстка Бродвея и Мертл-авеню.
К западу от станции линия имеет три пути: один экспресс-путь (маршрут J в будни днём в направлении, обратном пиковому) и два локальных (маршруты J круглосуточно, кроме будней днём в пиковом направлении, и M круглосуточно, кроме ночи). К востоку от станции все три пути разветвляются и пересекаются между собой, причём это одно из немногих одноуровневых соединений линий во всей системе. Продолжаются на восток пути линии Джамейка (маршрут J), причём средний путь продолжается как неиспользуемый, а поезда с него переходят на боковые. Поворачивают на север пути, дающие начало линии Мертл-авеню и превращающиеся из трёх в два (маршрут M).

## Верхний уровень
Верхний уровень этой станции изначально располагался на Стайвесант-авеню и лишь после постройки нижнего в 1888 году был перенесён непосредственно над нижним уровнем. Это было сделано для удобства перехода между станциями. Станция верхнего уровня была построена в составе двухпутной эстакадной линии Мертл-авеню, обслуживающей пассажиров из Центрального Бруклина, и представляла собой одну островную платформу. 21 июля 1888 года линия Мертл-авеню была продлена на восток — до Мертл-авеню — Уайкофф-авеню. Соединение между линиями было построено только в 1914 году, и часть поездов была переведена с верхнего уровня на нижний до Манхэттена. Верхний уровень, равно как и вся часть линии к западу от этой станции, функционировала до 3 ноября 1969 года и обслуживалась маршрутом MJ. Маршрут был закрыт в тот же день, а линия впоследствии разобрана. Все поезда с восточной половины Мертл-авеню, Би-эм-ти по соединению прибывают на нижний уровень.

## Фотографии

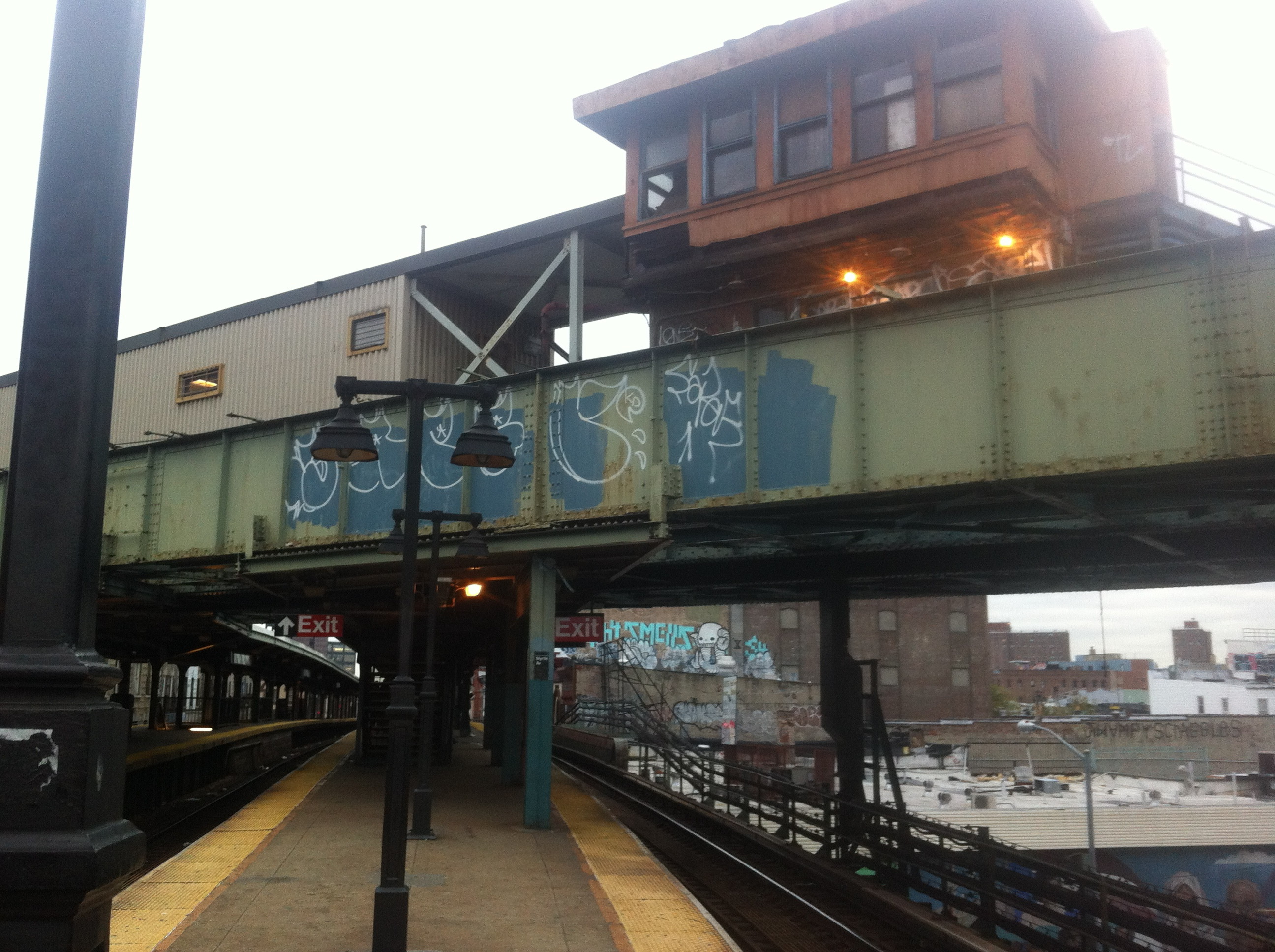
Закрытый верхний уровень
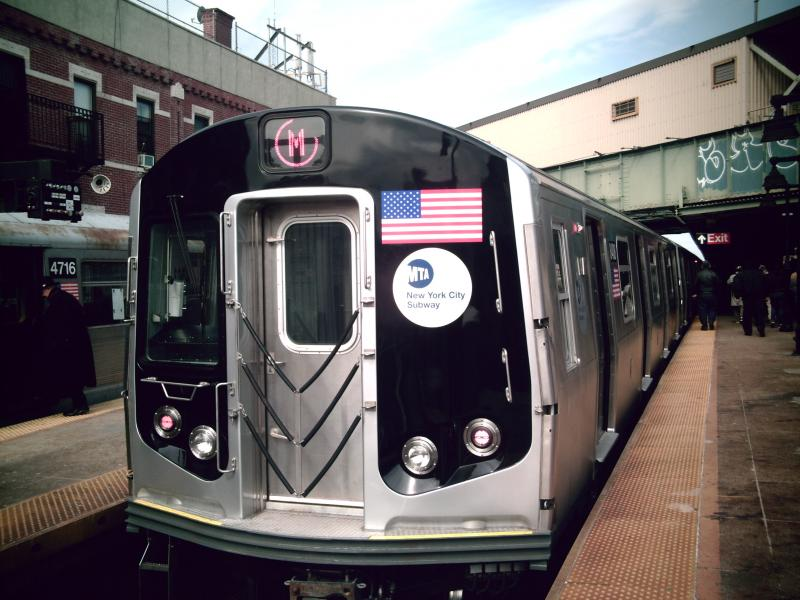
Челночный поезд M на центральном пути
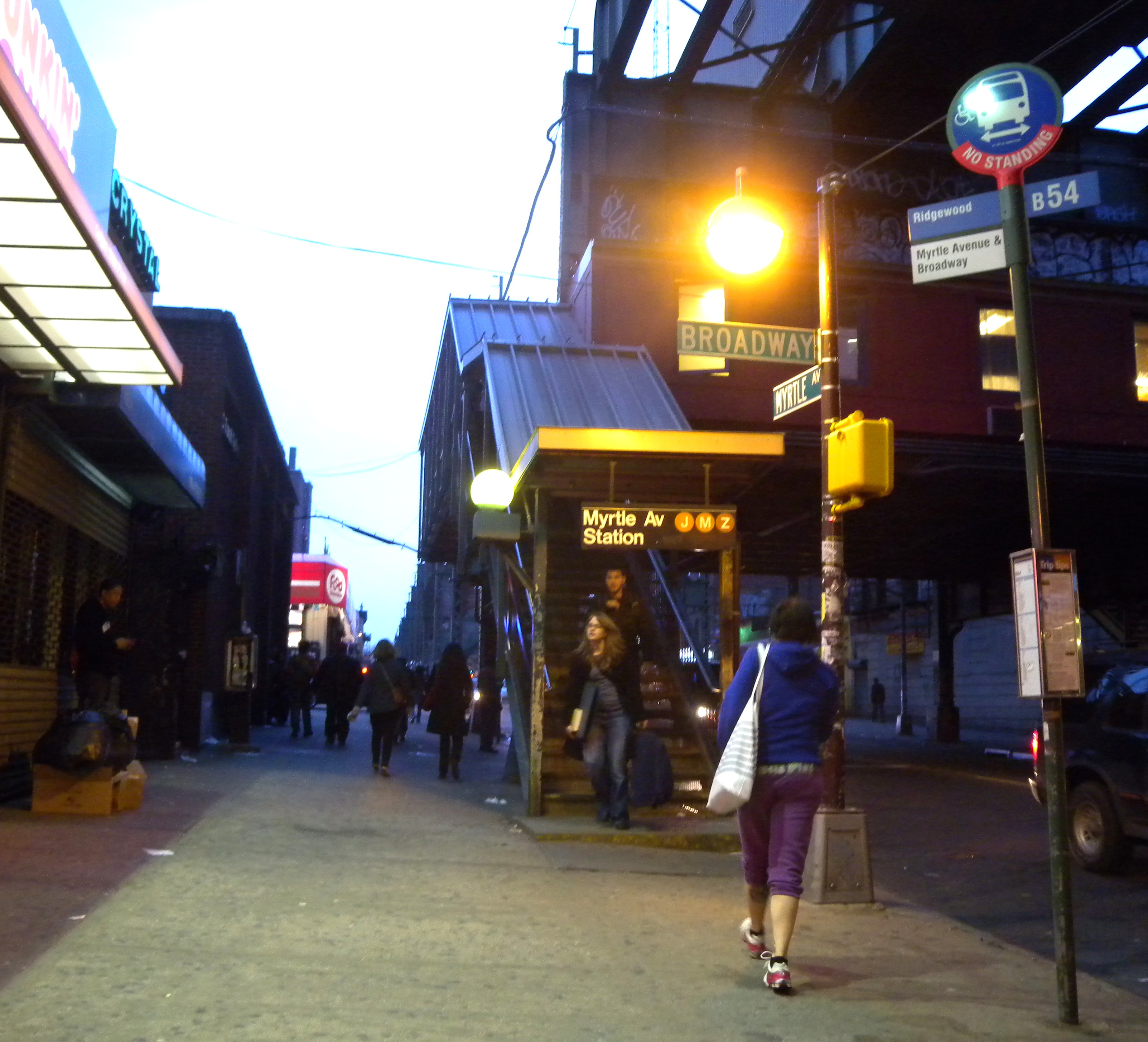
Южная лестница